# تاغ بوته‌ای
تاغ بوته‌ای (نام علمی: Haloxylon stocksii) نام یک گونه از سرده علف شور است.